# Carlos Maggi
Carlos Alberto Maggi Cleffi (Montevideo, 5 de agosto de 1922 – Ib., 15 de mayo de 2015) fue un escritor, periodista, abogado, historiador y dramaturgo uruguayo. Apodado cariñosamente "el Pibe".

## Biografía
Siendo abogado, incursionó en diversos aspectos de la vida intelectual del Uruguay.
Escribió varias obras teatrales (La trastienda, La Biblioteca, La noche de los ángeles inciertos, El patio de la torcaza, Frutos), ensayos (El Uruguay y su gente, Gardel, Onetti y algo más, Artigas y su hijo el Caciquillo) y narrativa (Cuentos de humor-amor). Ganó en siete oportunidades el premio a la mejor obra de teatro nacional estrenada en Uruguay. Escribió y dirigió el cortometraje La raya amarilla, que ganó el Gran Premio del Festival de Bruselas en 1964. 
Redactó la Carta Orgánica del Banco Central del Uruguay y fue directivo del Sodre. Sus columnas en el semanario Marcha y el diario El País («El producto culto interno») tuvieron gran repercusión.
En 2010 se adhirió al movimiento Concertación Ciudadana, cuyo comité ejecutivo integró.

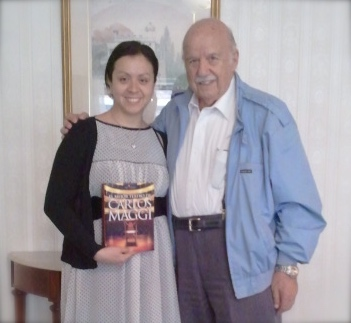
Carlos Maggi con Alejandra Flores.

Con un estilo definidamente ensayístico y no académico, que lo ha convertido en un autor muy accesible al público en general, ha sido, junto con Daniel Vidart y José Pedro Barrán, uno de los autores más perseverantes en el cuestionamiento de la cultura uruguaya. El propio Maggi se ha denominado a sí mismo, en reiteradas ocasiones, como un «culturalista», es decir, como alguien que piensa los problemas de la realidad según «los hechos formativos de la gente».
Casado con la también escritora María Inés Silva Vila, tuvieron dos hijos, Ana María y Marco. Marco Maggi es un destacado artista visual.
Falleció en Montevideo, el 15 de mayo de 2015, a los 92 años. Sus restos fueron velados con honores de Estado en el Salón de los Pasos Perdidos del Palacio Legislativo.

## Obras
- Il Duce (2013), libreto de ópera, con Mauricio Rosencof y música de Federico García Vigil[8]
- 1611-2011 Mutaciones y aggiornamientos en la economía y cultura del Uruguay (2011)
- Artigas revelado (2009), redactado con Leonardo Borges
- La nueva historia de Artigas (2005), en 8 tomos
- El fin de la discusión (2002)
- La guerra de Baltar (2001)
- Artigas y el lejano norte (1999)
- Esperando a Rodó (1998)
- Los uruguayos y la bicicleta (1995)
- La reforma inevitable (1994)
- Amor y boda de Jorge con Giorgina (1992)
- Con el uno, Ladislao (1992)
- El Uruguay de la tabla rasa (1992)
- Artigas y su hijo el Caciquillo (1991)
- Naná. Punta del Este, la noche de los 500 amores (1991)
- La hija de Gorbachov (1991)
- El Urucray y sus ondas (1991)
- Crispín amores Artigas (1990)
- Un cuervo en la madrugada (1989)
- Los militares, la televisión y otras razones de uso interno (1986)
- El patio de la torcaza (1986)
- Frutos (1985)
- Para siempre y un día (1978)
- Un motivo y Rancho en la noche (1973), sobre textos de Francisco Espínola
- Nueva York A.P.: La muerte de un viajante (1973), sobre la obra homónima de Arthur Miller
- El baile del cangrejo (1971)
- Un motivo (1968)
- El patio de la torcaza (1967)
- Noticias de la aventura del hombre (1966)
- El pianista y el amor (con otros) (1965)
- El Uruguay y su gente (1963)
- La gran viuda (1961)
- La noche de los ángeles inciertos(1960)
- El apuntador (1959)
- La biblioteca (1959)
- Caracol, col, col (1959), con otros
- La trastienda (1958)
- Polvo enamorado (1951)
- José Artigas, primer estadista de la revolución (1942), redactado con Manuel Flores Mora; en 1941, fue premiado en un concurso que organizó la Universidad de la República